# Snatch
Snatch (conocida en español como Snatch: Cerdos y diamantes) es una película británica del director y guionista Guy Ritchie.
Este es el segundo largometraje de Ritchie, después de haber dirigido Lock, Stock and Two Smoking Barrels en 1998, donde trabajó con algunos de los actores que lo acompañarían en Snatch, y es en esta película donde se empieza a ver el estilo estético de este director: ángulos de cámara poco comunes, planos aberrantes y un montaje lineal cronológico y paralelo de acciones simultáneas.
Snatch es una película de crimen que presenta un reparto coral. Situada en los bajos fondos criminales de Londres, la película contiene dos argumentos entrelazados: uno relativo a la búsqueda de un diamante robado y el otro con un promotor de boxeo de poca monta llamado Turco (Jason Statham) que se encuentra bajo el yugo de un gánster despiadado conocido como Brick Top (Alan Ford).
La película cuenta con una variedad de coloridos personajes: el nómada irlandés Mickey O'Neil (Brad Pitt), el exagente de la KGB y distribuidor de armas de Rusia y Uzbekistán Boris "El Navaja" Yurinov (Rade Šerbedžija), un ladrón profesional y adicto a los juegos de azar, Frankie "Cuatro Dedos" (Benicio del Toro), el gánster-joyero judío estadounidense "Primo Avi" (Dennis Farina) y el cazarrecompensas Tony "Dientes de Bala" (Vinnie Jones). También se distingue por una dirección cinética y el estilo de edición, una parcela circular que presenta numerosos giros irónicos de la casualidad y la causalidad, y un ritmo rápido.
Las cuotas de temas de películas, ideas y motivos son similares a las de su ópera prima, Lock, Stock and Two Smoking Barrels. También se filmó en el mismo estilo visual y con muchos de los mismos actores (Jones, Statham y Ford).

## Sinopsis
Franky (Benicio del Toro) es un ladrón de diamantes que tiene que entregar una enorme pieza a su jefe Avi (Dennis Farina), pero en el camino es tentado por Boris el Navaja (Rade Serbedzija) para apostar en un combate ilegal de boxeo. En realidad, es una trampa para robarle, por lo que, cuando Avi se entera, contrata a Tony Dientes de Bala (Vinnie Jones) para encontrar tanto a Franky como el diamante. Pronto se descubre el triste destino de Franky, y la caza y captura de la gema desaparecida lleva a todo el mundo a un juego de locos que corre el riesgo de descontrolarse, donde el engaño, el chantaje y el fraude se mezclan de forma sangrienta con gángsters, un "tinker" (Brad Pitt) que pelea para poder comprarle una caravana a su madre, combates de boxeo amañados, un perro hambriento y gran variedad de armas en una caótica situación, y en medio de todo ello un gran diamante.

## Argumento
Luego de robar un diamante de 86 quilates, en un atraco en Amberes, Franky "Cuatro Dedos" (Benicio del Toro) va a Londres para ver al comerciante de diamantes Doug "La Cabeza" en nombre del joyero de Nueva York "El Primo" Avi (Dennis Farina). Uno de los ladrones aconseja a Franky que obtenga un arma del exagente de la KGB Boris "El Navaja" (Rade Serbedzija), y pronto se comunica con Boris para que este se encargue de robarle el diamante a Franky. 
Mientras tanto, el promotor de boxeo y dueño de la tienda de máquinas tragamonedas "El Turco" (Jason Statham) persuade al gánster "Ladrillo" (Alan Ford) para poner al boxeador "Gorgeous George" a pelear con uno de los boxeadores de "Ladrillo". Sin embargo, cuando El Turco envía a su compañero Tommy (Stephen Graham) y a Gorgeous George a comprar una caravana de un grupo de viajeros irlandeses, George se pelea con Mickey O'Neill (Brad Pitt), un campeón de boxeo que lastima a George. El Turco persuade a Mickey para que pelee en lugar de George a cambio de una nueva caravana para su madre (Sorcha Cusack). Ladrillo acepta el cambio, con la condición de que Mickey se deje ganar en la cuarta ronda. 
Boris le da a Franky un revólver a cambio de un favor: Franky apostará en nombre de Boris en las casas de apuestas de Ladrillo. Avi, sabiendo que Franky tiene problemas con el juego, vuela a Londres con su guardaespaldas, "Rosebud", para reclamar el diamante personalmente. Boris contrata a Vinny (Robbie Gee) y Sol (Lennie James) para que le roben a Franky mientras este está en la casa de apuestas. El robo sale mal y Sol, Vinny y su conductor Tyrone son captados por las cámaras, pero logran secuestrar a Franky. 
En lugar de dejarse ganar, Mickey noquea a su oponente de un solo golpe. Ladrillo, enfurecido, roba los ahorros de El Turco y exige que Mickey pelee nuevamente, y esta vez, se deje ganar. Mickey se niega a pelear nuevamente, a menos que El Turco compre una mejor caravana para su madre, pero al Turco no le queda dinero luego de que Ladrillo robara sus ahorros. Furioso, Ladrillo hace que sus hombres destrocen la sala de juegos de azar de El Turco y que quemen la caravana de la madre de Mickey mientras ella duerme adentro. Mientras tanto, Boris recupera el diamante y asesina a Franky con una pistola. Ladrillo rastrea a Sol, Vinny, Tyrone y su amigo, Yardie "Chico malo" Lincoln, y planea matarlos por robar a sus corredores de apuestas. Sol negocia por sus vidas prometiendo a Ladrillo el diamante robado y se le dan 48 horas para recuperarlo. 
Avi y Doug contratan a Tony "Dientes de Bala" para ayudarlos a encontrar a Franky. Cuando el rastro conduce a Boris, lo secuestran y consiguen el diamante, seguidos de cerca por Sol, Vinny y Tyrone. El Turco y Tommy, que están camino a comprarle un arma a Boris, conducen por el mismo tramo de la carretera en ese momento. Cuando Tommy tira el cartón de leche del Turco por la ventana de su auto, salpica el parabrisas de Tony, lo que hace que se estrelle y mate a Rosebud en el proceso. Boris logra escapar solo para ser atropellado por el auto de Tyrone. Tony y Avi se enfrentan a Sol, Vinny y Tyrone en un pub, donde Tony se da cuenta de que las pistolas del trío son réplicas, lo que contrasta con su arma real, intimidándolos para que huyan. Un herido Boris llega con un rifle de asalto y un lanzagranadas, pero es disparado y asesinado por Tony, que hiere a Tyrone al mismo tiempo. Sol y Vinny escapan con el diamante, dejando solo al herido Tyrone. Cuando Tony los alcanza, le dicen que el diamante está en la casa de empeño. Una vez ahí, el diamante es tragado por el perro que acompañaba al trío, y Avi comienza a dispararle al perro, que logra huir, pero en el transcurso termina asesinando a Tony. Avi se da por vencido y vuelve a Nueva York. 
Mickey acepta volver a pelear para evitar más carnicerías, pero se emborracha tanto después de la muerte de su madre que El Turco teme que no llegue a la cuarta ronda. Si no cumple con lo que prometió, los hombres de Ladrillo asesinarán a El Turco, Tommy, Mickey y todo su campamento. Mickey logra llegar a la cuarta ronda, cuando de repente, noquea a su oponente. Afuera de la arena, Ladrillo y sus hombres son asesinados por el campamento de Mickey. Mickey ha apostado por sí mismo para ganar, y esperó hasta la cuarta ronda para darle tiempo a los viajeros de emboscar y matar a los hombres de Ladrillo. 
A la mañana siguiente, El Turco y Tommy encuentran vacío el campamento de Mickey. Cuando la policía llega, no saben cómo explicar por qué están allí, pero justo llega el perro de Vinny y explican que estaban paseándolo. Sol y Vinny son arrestados cuando la policía encuentra los cadáveres de Franky y Tony en su auto. El Turco y Tommy llevan al perro al veterinario para extraerle un juguete chillón que se había tragado y también encuentran el diamante. Consultan a Doug sobre la venta del diamante y llama a Avi, que vuelve a viajar a Londres.

## Reparto
| Actor            | Personaje                  |
| ---------------- | -------------------------- |
| Jason Statham    | El Turco                   |
| Benicio Del Toro | Franky "Cuatro dedos"      |
| Stephen Graham   | Tommy                      |
| Alan Ford        | El Ladrillo                |
| Brad Pitt        | Mickey O'Neil              |
| Dennis Farina    | Avi Denovitz "El Primo"    |
| Rade Serbedzija  | Boris Yurinov "El Navaja"  |
| Robbie Gee       | Vincent "Vinny"            |
| Lennie James     | Sol                        |
| Vinnie Jones     | Tony "Dientes de Bala"     |
| Mike Reid        | Doug Denovitz "El Cerebro" |
| Jason Flemyng    | Darren                     |
| Andy Beckwith    | Errol                      |
| William Beck     | Neil                       |
| Ewen Bremner     | Mullet                     |
| Sorcha Cusack    | Madre de Mickey O'Neill    |

## Premios y nominaciones
- 2000 - Golden Hitchcock - Guy Ritchie, Mejor Director (Nominado).
- 2001 - Premios Empire - Vinnie Jones, Mejor actor británico (Ganador).
- 2001 - Premios Empire - Guy Ritchie, Mejor director británico (Ganador).
- 2001 - Premios Empire - Snatch, Mejor filme británico (Nominado).
- 2001 - Golden Trailer Awards - Snatch, Mejor secuencia de títulos (Nominada).
- 2001 - Golden Reel Award - Snatch, Mejor edición de sonido (Ganadora).
- 2001 - Golden Satellite Awards - Brad Pitt, Mejor actuación en papel de soporte, de comedia o musical (Nominado).

## Banda sonora
La banda sonora de Snatch, hecha por encargo por diferentes músicos conforme a instrucciones específicas del propio Guy Ritchie, cuenta con la participación de distintos artistas y bandas de la escena musical inglesa. Junto a algunos diálogos selectos de la película se encuentran temas de Massive Attack, Oasis, Mirwais y Madonna (exesposa de Ritchie), entre otros.

### Lista de temas
1. Diamond - Klint
2. Vere iz Da Storn (diálogo) - Benicio Del Toro
3. Supermoves - Overseer
4. Hernandos Hideaway - The Johnston Brothers
5. Zee Germans (diálogo) - Jason Statham
6. Golden Brown - The Stranglers
7. Dreadlock Holiday - 10cc
8. Kosha Nostra Theme - John Murphy and Daniel L Griffiths
9. Avi Arrives (diálogo) - Dennis Farina
10. Cross The Tracks (We Better Go Back) - Maceo & the Macks
11. Disco Science - Mirwais
12. Nemesis (diálogo) - Alan Ford
13. Hot Pants (I'm Coming, Coming, I'm Coming) - Bobby Byrd
14. Lucky Star - Madonna
15. Come Again (diálogo) - Alan Ford
16. Ghost Town - The Specials
17. Shrinking Balls (diálogo) - Vinnie Jones
18. Sensual Woman - The Herbaliser
19. Angel - Massive Attack
20. RRRR...Rumble (diálogo) - Charles Cork
21. F**kin' in the Bushes - Oasis
22. Avi's Declaration (diálogo) - Dennis Farina
23. Don't You Just Know It - Huey Piano Smith & the Clowns

## Recepción
Snatch fue un éxito de taquilla y fue bien recibida por la crítica especializada. En el sitio web Rotten Tomatoes cuenta con un ranking aprobatorio del 73%, basado en 140 reseñas, con un puntaje de 6.4 sobre 10. El consenso del sitio indica: «Aunque quizás sea un caso de estilo sobre sustancia, la segunda aventura criminal de Guy Ritchie está llena de diálogos rápidos, comedia oscura y personajes interesantes». En el sitio web Metacritic tiene un puntaje de 55 sobre 100, basado en 31 críticas, indicando «reseñas mixtas».